# Jakub Monacký
Jakub Monacký, dědičný princ Monacký, markýz z Baux (Jacques Honoré Rainier Grimaldi; * 10. prosince 2014, Monte Carlo) je dědic monackého trůnu. Je synem knížete Alberta II. a jeho manželky kněžny Charlene a dvojče princezny Gabriely. Je také držitelem titulu markýz z Baux, který drží všichni dědici monacké koruny od roku 1643.

## Narození
30. května 2014 bylo oznámeno, že je kněžna Charlene těhotná. Po značných spekulacích bylo 9. října 2014 potvrzeno, že pár koncem roku čeká dvojčata.
Dne 21. listopadu 2014 palác oznámil, že každé dvojče bude mít při narození právo na salvu 21 výstřelů z děla. Den by byl navíc prohlášen za státní svátek. 10. prosince 2014 se Jakub narodil v Nemocničním centru kněžny Grace v Monaku, dvě minuty po jeho sestře Gabriele.
Monacký knížecí palác vydal prohlášení popisující, jak bude narození v knížectví oznámeno. Z pevnosti Fort Antoine mělo být vystřeleno čtyřicet dva výstřelů z děla (dvacet jedna pro každé dítě) a po dobu patnácti minut měly zvonit kostelní zvony. Dvojčata byla představena 7. ledna 2015, den byl v Monaku prohlášen za státní svátek.
Princ Jakub a princezna Gabriela mají starší nevlastní sestru, Jazmin Grace Grimaldi, a staršího nevlastního bratra, Alexandra Grimaldi-Coste, z předchozích románků jejich otce.

## Křest
Novorozený princ byl pokřtěn jako Jacques Honoré Rainier. Kněžna Charlene odhalila, že vybrala jméno Jakub, protože je to běžné jméno v její zemi. Jména Honoré a Rainier jsou běžná mezi předchozími monackými vládci. Od svého otce získal titul markýz z Baux.
Dvojčata byla pokřtěna v Katedrále Neposkvrněné Matky Boží v Monaku 10. května 2015. Při této příležitosti mu byl udělen velkokříž Řádu Grimaldi. Ověřená kopie tohoto právního dokumentu je chráněna v monacké katedrále, zatímco další je v Monacké bance – Credit Suisse.

## Tituly a vyznamenání
- Monako
  - Velkokříž Řádu Grimaldi (10. května 2015)

Jeho celé jméno a titul zní Jeho Jasnost Jacques Honoré Rainier Grimaldi, dědičný princ Monacký, markýz z Baux.
Když se ve francouzštině hovoří o Jacquesovi, palác k označení prince používá termín Dědičný princ. Když se však hovoří o princi v angličtině, palác ho označuje jako „korunního prince“, a ne jako „dědičného prince“.